# アイヌの一覧
アイヌの一覧（アイヌのいちらん）では、著名なアイヌ民族出身者を列記する。

## 有名なアイヌ
太字は存命。

### あ行
- 明石和歌助（イカシワッカ） - アプタ（虻田）首長。
- 秋田春蔵 - 元北海道ウタリ協会理事長。
- 秋辺得平 - 元北海道ウタリ協会副理事長。
- 秋辺日出男 - WIN-AINU（世界先住民族ネットワークAINU）事務局長
- 浅井タケ - 樺太アイヌの語り部。
- アト゜イ - 「アイヌ詞曲舞踊団モシリ」の代表
- 阿部一司 - 北海道アイヌ協会理事、アイヌ政策推進会議構成員、別名は阿部ユポ
- 阿部政司 - 元鵡川町議、元北海道ウタリ協会副理事長。
- 天川恵三郎 - アイヌ民族指導者[1]。
- 荒井シャヌレ - アイヌ文化伝承者。
- 荒井源次郎 - アイヌ民族解放運動家。旭川区裁判所職員、第七師団司令部事務職、北海道拓殖鉄道職員、旭川地方裁判所職員、旭川市役所職員などを務めた。著書に『アイヌの叫び』ほか[2]。
- 新井田セイノ - アイヌ文化伝承者。
- アレクセイ（千島アイヌ） ‐ ヴァシーリー・ゴロヴニーンの通訳[3]。
- 安東ウメ子 - 音楽家
- 居壁太 - ミュージシャン。
- 石山キツエ - ユーカラの伝承者
- 違星北斗 - 歌人
- 上武やす子 - 刺繍作家、北海道ウタリ協会登別支部長。
- 宇梶静江 - 関東ウタリ会創設にかかわる。
- 宇梶剛士 - 静江の息子。俳優[4]。
- 浦川治造 - 宇梶静江は実姉。俳優の宇梶剛士は甥[4]。関東ウタリ会、東京アイヌ協会、「萱野茂氏を首都圏で支える会」の会長を歴任。関東移住者による伝統継承に力を入れる。2007年には横浜でハワイの航海カヌー「ホクレア」の安航を祈るカムイノミを主催し、ナイノア・トンプソンとも会見。
- 江賀寅三（シアンレク） - キリスト教伝道師。
- 太田紋助 - アイヌ民族指導者[5]。
- 小川佐助 - 競馬騎手、調教師。
- OKI - ミュージシャン。
- 織田ステノ - アイヌ文化伝承者[6]。
- オニビシ - 首長
- オロキセ（アレクセイ）- シュムシュ島のアイヌ。ドミトリー・シャバーリンの通訳[7]。

### か行
- 貝澤耕一 - 二風谷ダム建設反対の先頭に立った人物。
- 貝澤正 - 元北海道ウタリ協会副理事長。
- 柏木ベン-アイヌ文化伝承者、アイヌ語宗谷方言最後の話者。
- 加藤忠 - 北海道ウタリ協会理事長
- 金谷フサ - アイヌ文化伝承者。1979年にエイポン女性文化センターの伝統芸術賞を受賞[8]。
- カモイボンデン - アッケシ（厚岸）首長。イコトイの父。
- 萱野茂 - アイヌ研究家・活動家、アイヌ初の国会議員(参議院)。
- 萱野志朗 - 二風谷アイヌ資料館館長、WIN-AINU代表。
- 川上まつ子 - アイヌ語伝承者。
- 川村カ子ト - 測量技師。北海道の多数の鉄道および長野の飯田線(旧三信鉄道)にかかわる。
- 川村・シンリツ・エオリパック・アイヌ - イオマンテの復活を主導。
- 金成喜蔵 - 実業家、愛隣学校の創設者、幌別村の長老。金成太郎の父、金成マツ・知里ナミの伯母婿。
- 金成太郎 - 愛隣学校の教師、キリスト教伝道者。金成喜蔵の長男、金成マツ・知里ナミの従兄。
- 金成マツ - アイヌ語話者であり、口承文芸伝承者。イギリス聖公会の伝道師としても活動した。膨大な数のノートにユーカラを筆録したことで知られる。金成喜蔵の義姪、金成太郎の従妹、知里ナミの姉、知里幸恵・高央・真志保の伯母、横山むつみの大伯母。
- 川村ムイサシマツ - アイヌ文化伝承者[9]。
- 菊地ウエントゥク - 網走地方最後の首長[10]。
- 菊地儀之助-美幌の古老、アイヌ文化伝承者。
- 北風磯吉 - アイヌ語伝承者。
- 木原仁美 - アイヌ文化伝承者、「知里幸恵 銀のしずく記念館」3代目館長。横山むつみの長女、知里高央の孫、知里幸恵・真志保の大姪。
- 木下智古比呂 - アイヌ民族指導者[11]。
- 吉良平治郎 - 日本の郵便逓送人。釧路郵便局に勤務し、郵便物の逓送中に殉職。
- クーチンコロ - 近文コタン首長[12]。
- 葛野辰次郎 - アイヌ文化伝承者。
- グリゴリー（千島アイヌ） ‐  鳥居龍蔵のインフォーマント[13]。
- ケレコレ（グレゴリー）- シュムシュ島のアイヌ。ドミトリー・シャバーリンの通訳[7]。
- コシャマイン（コサマイヌ） - 首長。
- 琴似又市 - 幕末から明治初年にかけて、今の札幌市琴似あたりに住んでいたアイヌのリーダー[14]。
- コポアヌ - ユーカラ伝承者。

### さ行
- 佐々木飛吉 - アイヌ文化伝承者[15]。
- 佐々木太郎 - 佐々木飛吉の息子で、1968年、北海道文化財保護協会から文化財保護功労者として表彰される。また北海道アイヌ協会の役員を務めた[15]。
- 笹村二朗 - 元北海道ウタリ協会理事長。元帯広市議。
- 佐藤タツエ - レラの会創設にかかわる。
- 酒井美直 - 元AINU REBELS代表。アイヌ民族舞踊家。音楽家。
- 澤井アク - アイヌ文化伝承者。
- 澤井トメノ - アイヌ文化伝承者。
- 椎久年蔵 - アイヌ文化伝承者[16]。
- シカラカンデ - 和算で有名な串原右仲と言語交換をし、串原にアイヌ語を教えた。
- 鴫野彰 - アニメ監督。母がアイヌ。
- シタエホリ - 択捉島在住の木彫り師。
- シプスケ - 大樹町にかつて住んでいた長老。
- 白沢ナベ - 千歳市在住のアイヌ語、アイヌ文化伝承者。
- 司馬力弥（ヘペンレク） - オシャマムペツ（長万部）首長。
- 四宅ヤエ - 白糠町出身のアイヌ語、アイヌ文化伝承者。
- シャクシャイン（サムクサイヌ） - 首長
- 杉村キナラブック - 深川市出身のアイヌ語、アイヌ文化伝承者。
- 砂沢クラ - 旭川市出身のアイヌ語、アイヌ文化伝承者。著書に『ク スクッㇷ゚ オルシペ - 私の一代の話』（1983年）がある[17]。
- 砂澤陣 - 工芸家。砂澤ビッキの息子。アイヌ利権、役所や政治家の癒着、北教組や中国人の土地買い占めなどを批判[18][19]。
- 砂澤チニタ -  書家・画家・彫刻家
- 砂澤ビッキ -  彫刻家[18]。
- 千徳太郎治 - 樺太内淵村の長。著書に『樺太アイヌ叢話』（1929年）がある[20]。

### た行
- DJ KANTO - 元AINU REBELSメンバー
- タナサカシ - アイヌの首長
- 武隈徳三郎 - 『アイヌ物語』の著者。
- 田澤守 - 樺太アイヌ協会代表
- 多原香里 - 新党大地副代表、歴史学者。
- タネサンノ - ユーカラの伝承者
- 多原良子 - アイヌ文化伝承者。
- チカップ美恵子 - 少女時代に出演した映画の写真の無断使用へ肖像権を主張。
- チキリアシカイ（オッケニ） - イコトイの母。
- チコモタイン - 東地（渡島半島東部）の首長。
- 知里高吉 - 牧畜業、造園業。知里幸恵・高央・真志保の父[21]、横山むつみの祖父、木原仁美の曽祖父。
- 知里ナミ - 金成マツの妹、金成喜蔵の義姪、金成太郎の従妹、知里高吉の妻、知里幸恵・高央・真志保の母、横山むつみの祖母、木原仁美の曽祖母。
- 知里幸恵 - 『アイヌ神謡集』の著者。知里高吉・ナミの長女、金成マツの姪、横山むつみの伯母、木原仁美の大伯母。
- 知里高央 - 教育者。知里高吉・ナミの長男、知里幸恵の長弟、金成マツの甥、横山むつみの父、木原仁美の祖父。
- 知里真志保 - 言語学者。知里高吉・ナミの二男、知里幸恵・高央の末弟、アイヌ文化研究家の萩中美枝の夫、金成マツの甥、横山むつみの叔父、木原仁美の大叔父。
- ツキノエ - 首長。
- 津田命子 - 北海道ウタリ協会学芸員。
- 床ヌブリ - 彫刻家。
- 虎尾ハルシア - 口承文芸の伝承者。

### な行
- 中村要吉（イベチカレ） - 上士幌出身で、アイヌ人の生活環境改善などのために活動[22]。
- 中本ムツ子 - アイヌ文化伝承者。
- 鍋沢ワカルパ - アイヌ文化伝承者。金田一京助に数多くのユーカラやアイヌに関する知識を教えた[23]。
- 西田正男 - 阿寒アイヌ工芸協同組合代表理事
- 西田香代子 - アイヌ刺繍アーチスト、北海道アイヌ伝統工芸優秀賞
- 西村ハツヱ - 関東ウタリ会、レラの会それぞれの初代会長。
- 二谷一太郎 - アイヌ文化伝承者。NHK制作の記録映画「ユーカラの世界」に出演した他、多数の記録を残した[24]。
- 二谷国松 - アイヌ文化伝承者。久保寺逸彦に協力した[24]。
- 能登酉雄 - 高倉新一郎の著作に思い出話を語っている[25]。
- 野本正博 - アイヌ民族博物館学芸員。
- 野村義一 - 元白老町議会議員、元北海道ウタリ協会理事長。

### は行
- ハウカセ - 17世紀末から18世紀初頭の石狩川流域の首長[26]。
- ハシタイン - 西地（渡島半島西部）の首長。
- 榛孝太郎 - ニシペツシユワンコタン（現標茶町虹別）の首長[27]。
- バチェラー八重子 - 歌人。
- 鳩沢佐美夫 - 平取町出身の小説家。
- 花守信吉 - 樺太アイヌ。白瀬矗の南極探検隊に参加した。
- 日川善次郎 - アイヌ文化伝承者[28]。
- 平村ペンリウク - 首長
- 深月ユリア - ポーランドのワルシャワ出身の日本の女優[29]。慶応大学卒[30]。アイヌの父とポーランド人の母のハーフ[31][32]。
- 伏根弘三 - コタン指導者。アイヌ民族の教育指導に尽力した[33]。
- 藤山ハル - アイヌ文化伝承者。樺太方言の話し手として、服部四郎編『アイヌ語方言辞典』などに協力した[34]。
- ヘナウケ - 首長
- 辨開凧次郎 - 八甲田雪中行軍遭難事件の際、捜索に協力。

### ま行
- 松前ピリカ - 平取町出身の民謡歌手、興行師。本名・平村花子。
- マメキリ - クナシリ・メナシの戦いの首謀者の一人として処刑される
- 宮本エカシマトク - 首長。アイヌ文化伝承者[35]。
- 明武谷力伸 - 釧路市出身の元大相撲力士。
- メンカクシ - アイヌ民族指導者。安政3年の西別川漁猟権訴訟での活動で著名[36]。
- 森竹竹市 - 詩人。1937年に詩集『原始林』を刊行。昭和新山アイヌ記念館、白老町立民俗資料館の館長も務めた[37]。

### や行
- 八重九郎 - アイヌ文化伝承者。釧路地方の詩曲「サコㇿペ」の最後の語り部。北海道文化財保護功労者[38]。
- 山辺安之助 - 樺太アイヌ。白瀬矗の南極探検隊に参加した。
- 山道康子 - 「沙流川を守る会」
- 山本一昭 - アイヌ解放同盟の活動家。
- 山本惣五郎 - 初めて官吏に登用されたアイヌ[39]。
- 山本太吉 - 釧路アイヌ首長。
- 山本多助 - 彫刻家・アイヌ文化伝承者・著述家。
- 山本弥太郎 - 釧路アイヌ首長。
- 結城幸司 - 芸術家。アイヌ・アート・プロジェクト代表
- 結城庄司 - アイヌ解放同盟の代表、北海道ウタリ協会理事、札幌アイヌ文化協会副会長などを務めた。
- 横山むつみ - アイヌ文化伝承者、「知里幸恵 銀のしずく記念館」初代館長 → 永世館長。知里高央の二女、知里幸恵・真志保の姪、漫画家の横山孝雄の妻、木原仁美の母。
- 吉田菊太郎 - 幕別村会議員、十勝アイヌ協会会長。

### ら行
- ラウレンチ（千島アイヌ） ‐ 鳥居龍蔵のインフォーマント[13]。

### わ行
- 鷲塚鷲太郎 - アイヌ文化伝承者[40]。